# Día Internacional de la Fraternidad Humana
El  Día Internacional de la Fraternidad Humana se celebra anualmente el 4 de febrero desde 2021 y fue proclamado por  la Asamblea General de las Naciones Unidas en 2020.

## Proclamación
El Día Internacional de la Fraternidad Humana fue proclamado por la Asamblea General de las Naciones Unidas el 21 de diciembre de 2020, a iniciativa de Egipto y los Emiratos Árabes Unidos. La proclamación tiene como objetivo fomentar la tolerancia cultural y religiosa, promover el respeto mutuo y el entendimiento entre comunidades de diferentes credos, y reforzar la cooperación internacional para la paz mundial.  Esta resolución invita a todos los Estados miembros y organizaciones internacionales a conmemorar anualmente este día para destacar la importancia del diálogo intercultural y la cooperación global. La iniciativa se inspiró en el "Documento sobre la fraternidad humana para la paz mundial y la convivencia común", firmado el 4 de febrero de 2019 por el Papa Francisco y el Gran Imán de al-Azhar, Ahmad al-Tayyib, en Abu Dabi. El documento enfatiza la necesidad de reconocer los valores comunes compartidos por toda la humanidad y su aplicación en la lucha contra el odio y la discriminación religiosa.

## Celebración
El día se celebra el 4 de febrero para conmemorar el encuentro de 2019 en el que se firmó el documento sobre la fraternidad humana. La primera celebración tuvo lugar en 2021. Desde entonces, el día se vincula con la Semana Mundial de la Armonía Interconfesional, proclamada por la ONU en 2010. Durante la jornada se llevan a cabo eventos que promueven el diálogo interreligioso, la solidaridad global y la cooperación entre comunidades, así como la entrega del Premio Zayed a la Fraternidad Humana. Este galardón, creado por el Comité Supremo para la Fraternidad Humana (HCHF, en sus siglas en inglés) en 2019, reconoce a personalidades y entidades que contribuyen a la paz y la comprensión mutua. Líderes como el Papa Francisco, el Gran Imán Ahmed el-Tayeb y el presidente de Estados Unidos, Joe Biden, han expresado su apoyo a esta conmemoración. Además, se organizan actividades educativas que subrayan el papel de la educación en la erradicación de la discriminación y la construcción de sociedades inclusivas y pacíficas.